# Autostrady na Cyprze

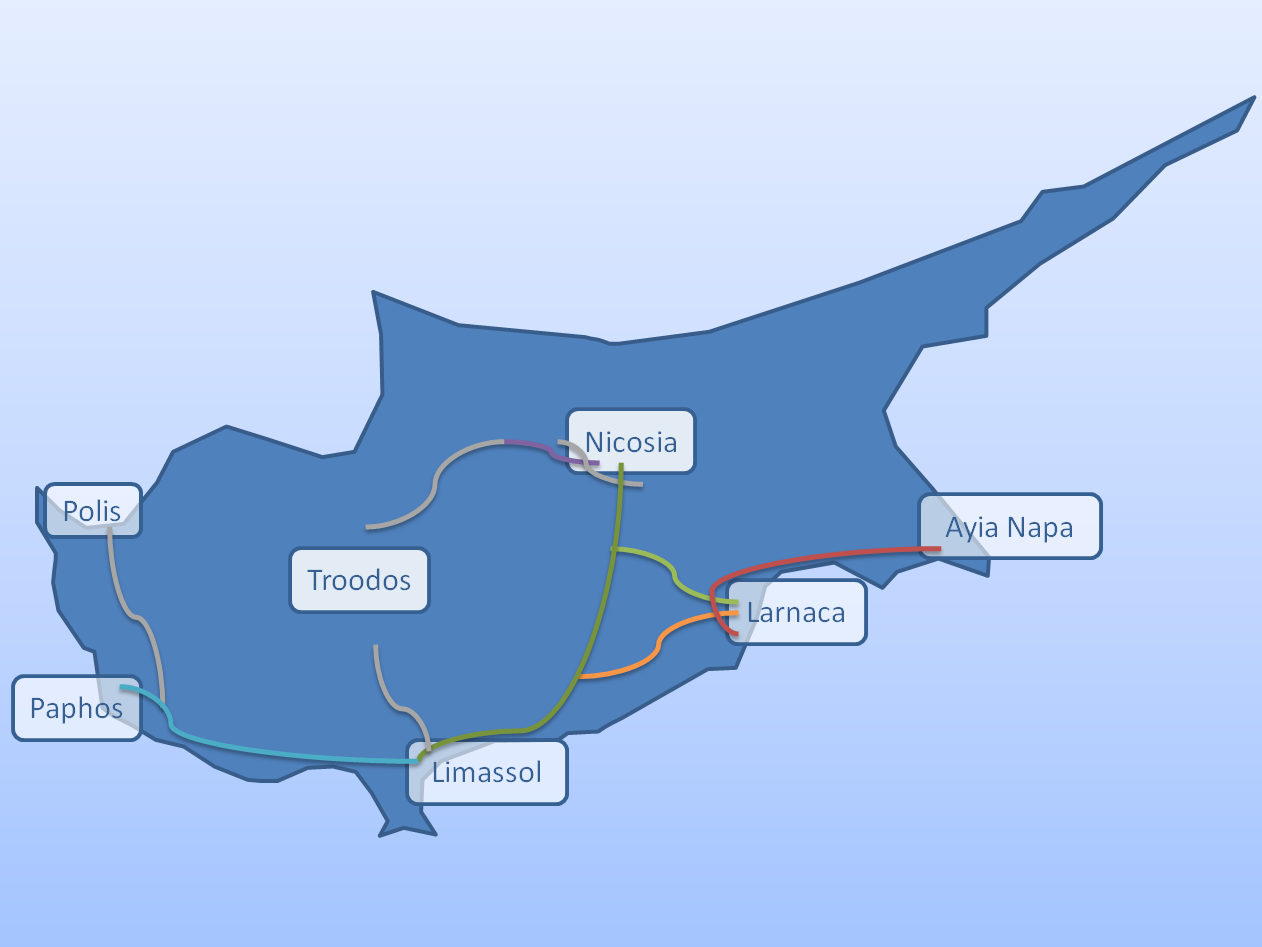
Docelowa sieć autostrad na Cyprze

Autostrady na Cyprze – sieć dróg szybkiego ruchu na terenie Republiki Cypryjskiej. Drogi te łączą ze sobą najważniejsze miasta w kraju, takie jak Nikozja (stolica Cypru), Limassol, Larnaka czy Paphos. Oznakowane są numerem i przedrostkiem A od greckiego Αυτοκινητόδρομος (autostrada).

## Lista autostrad na Cyprze
| Numer | Mapa | Przebieg                            | Długość całkowita | Wybudowano |
| ----- | ---- | ----------------------------------- | ----------------- | ---------- |
|       |      | Nikozja – Limassol                  | 73 km             | 73 km      |
|       |      | (Nikozja) Pera Chorio – Larnaka     | 21 km             | 21 km      |
|       |      | Larnaka (Port Lotniczy) – Ajia Napa | 55 km             | 55 km      |
|       |      | Larnaka – (Limassol) Korinou        | 19 km             | 19 km      |
|       |      | Paphos – Limassol                   | 66 km             | 66 km      |
|       |      | Paphos – Polis                      | 31 km             | 0 km       |
|       |      | Nikozja – Trodos                    | 65 km             | 20 km      |
|       |      | Obwodnica Nikozji                   | 32 km             | 0 km       |

Źródło: greek-motorway.net.